# Opolié
L'Opolié (en russe : Опо́лье, [ɐˈpolʲɪ̯ə], litt. « zone dans les champs ») est une région historique, culturelle et naturelle du nord-est de la Russie européenne. Peuplé dès l'Antiquité par des peuples finnos-ougriens, il est l'un des premiers lieux de peuplement par les Slaves lors de leurs migrations vers le Nord-est entre le VIe siècle et la fin du Moyen-Âge. Aux Xe siècle et, les premières villes apparaissent, et il s'organise comme cœur de la principauté médiévale de Vladimir-Souzdal entre le XIIe et le XIVe siècle. Absorbée par la Grande-principauté de Moscou au XIVe siècle, qui devient le Tsarat puis l'Empire russe, elle est intégrée au gouvernement de Vladimir à la fin du XVIIIe siècle. En 1929, elle est rattachée à l'oblast d'Ivanovo, puis en 1944 presque exclusivement à l'oblast de Vladimir, bien que des parties subsistent dans les oblasts voisins d'Ivanovo et de Iaroslavl.
La région de l'Opolié fait partie de la Zalessié, grande région du nord-est russe située dans l'interfluve de la Volga et l'Oka. L'Opolié s'étend sur environ 70 kilomètres d'ouest en est et sur 30 kilomètres du nord au sud. Elle est constituée de vastes prairies et plaines de terres noires, sols très fertiles ayant permis le développement de l'agriculture et l'enrichissement de la région. Les plaines sont vallonnées, et les altitudes varient de 120 à 165 mètres d'altitude. Les Slaves construisirent les premières villes au tournant du deuxième millénaire, avec la ville de Vladimir mentionnée pour la première fois en 990 puis Souzdal qui fondée en 1024. En 1152, Iouriev-Polski et Pereslavl-Zalesski sont établis puis Bogolioubovo en 1158. La principauté de Vladimir-Souzdal, qui est établie en 1168 sur ces terres, connait un apogée dès sa création, permettant l'apparition de l'architecture vladimiro-souzdalienne avec ses monuments classés aujourd'hui au patrimoine mondial. 
Aujourd'hui, l'Opolié est non seulement une des principales régions agricoles russes, mais aussi partie du cœur historique de la Russie qu'est l'Anneau d'or de Russie, abritant de nombreux monuments. Elle est une région touristique importante, desservie par différents axes de transports dont les routes fédérales M7, M8 et l'autoroute M12. Avec la création des raïons sous l'ère soviétique, l'Opolié se compose d'un point de vue moderne du raïon de Pereslavl dans l'oblast de Iaroslavl, du raïon de Gavrilov Possad dans l'oblast d'Ivanovo, et des raïons de Iouriev-Polski, de Souzdal, de Koltchouguino, d'Alexandrov et une partie du raïon de Sobinka dans l'oblast de Vladimir.

## Géographie

### Situation

Régions naturelles de l'oblast de Vladimir.

L'Opolié est situé en Europe de l'Est, dans le nord-est de la Russie européenne. L'Opolié est la partie la plus extrême nord du plateau de Smolensk-Moscou (ru). Au sud-ouest et à l'ouest, la crête Klin-Dmitrov, qui fait partie du plateau de Smolensk-Moscou, limite la région de l'Opolié. Au sud-est, elle est limitrophe de la plaine marécageuse de Mechtchiora, à l'est de la Polésie de Vladimir, Polésie qui fait partie du plateau de l'Oka et de la Tsna (ru). Au nord-est, il y a la plaine de la Nerl, et au nord-ouest, le plateau de Borissoglebski. D'un point de vue administratif, l'Opolié se compose du raïon de Pereslavl dans l'oblast de Iaroslavl, du raïon de Gavrilov Possad dans l'oblast d'Ivanovo, et des raïons de Iouriev-Polski, de Souzdal, de Koltchouguino, d'Alexandrov et une partie du raïon de Sobinka dans l'oblast de Vladimir.
La région de l'Opolié s'étend sur environ 70 kilomètres d'ouest en est et sur 30 kilomètres du nord au sud. Dans l'oblast de Vladimir, elle n'occupe qu'un dixième du territoire, et se situe dans le nord nord-ouest. 

Les paysages de l'Opolié (sélection).
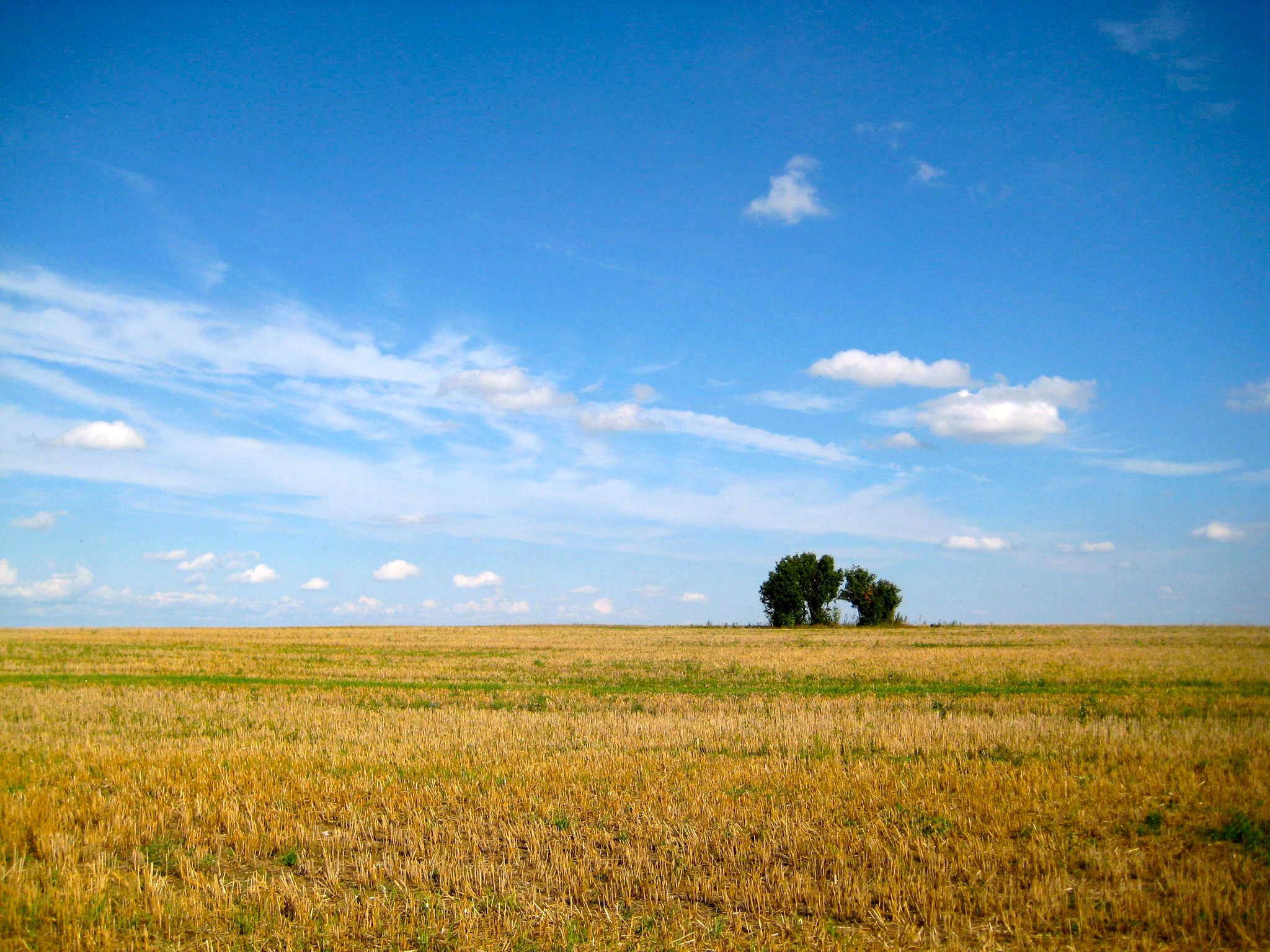
Un champ au sud de Ratnitskoïe.
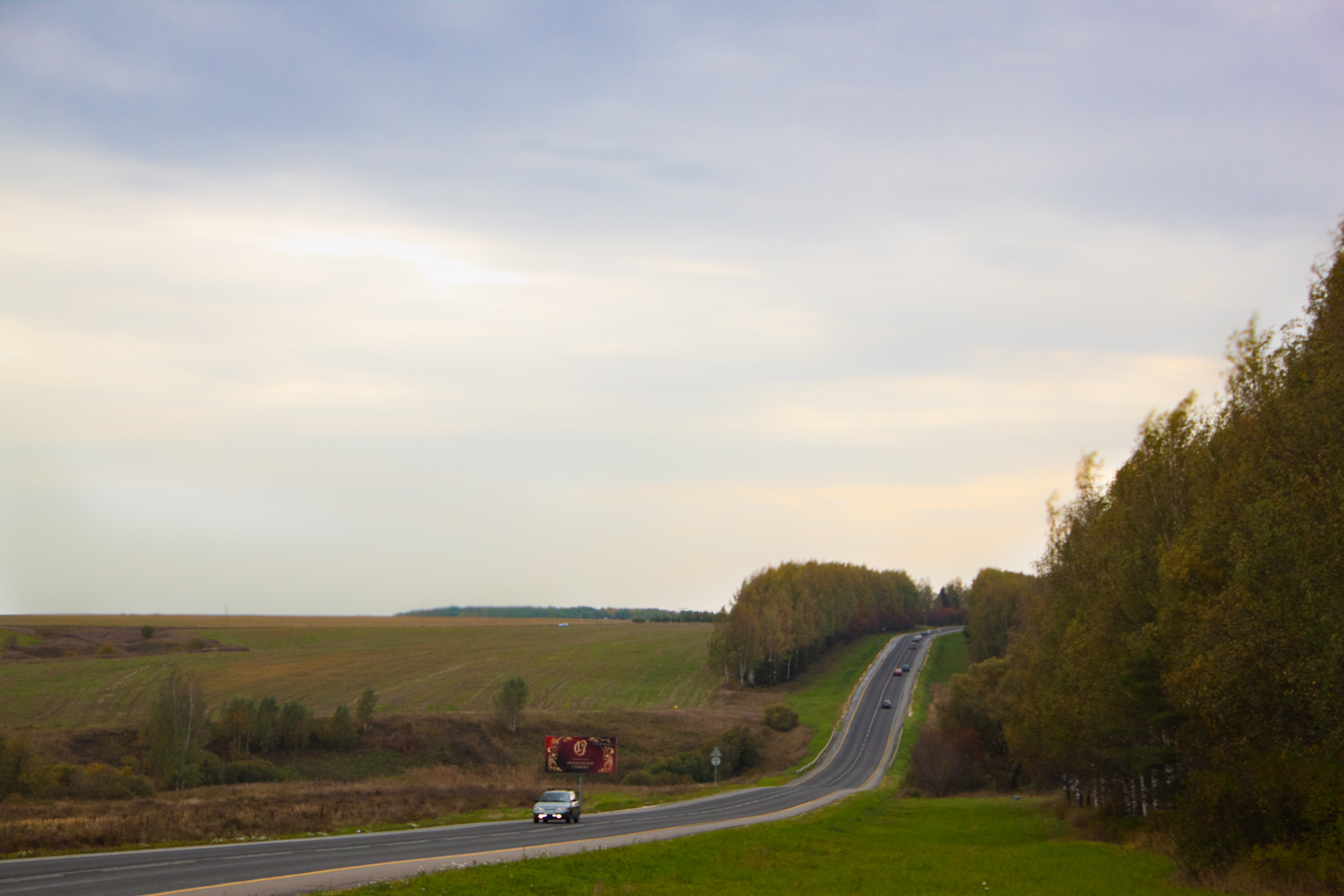
La R132 près de Borissovskoïe dans l'oblast de Vladimir.
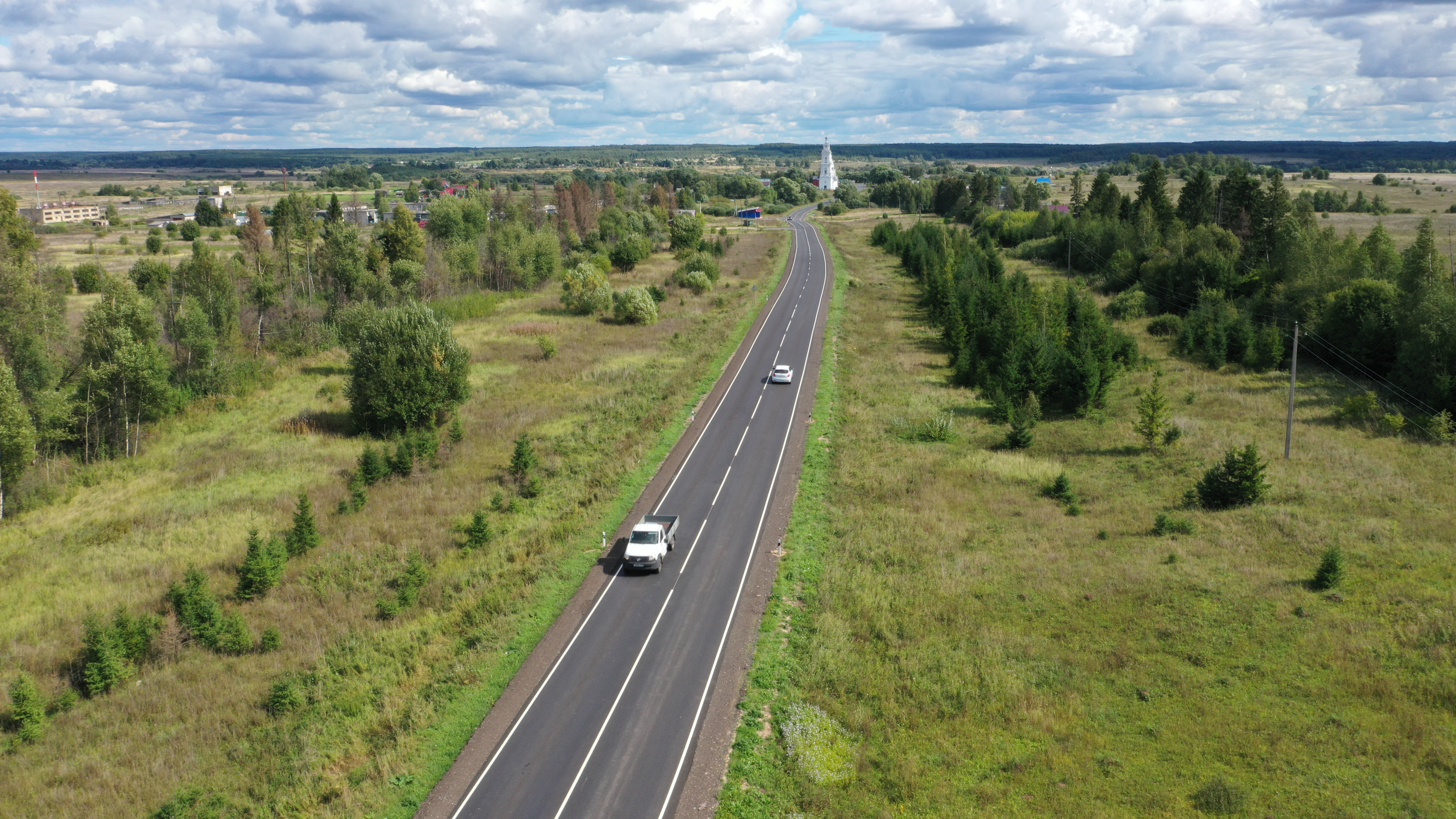
Village de Ielizarovo dans le raïon de Pereslavl-Zalesski.
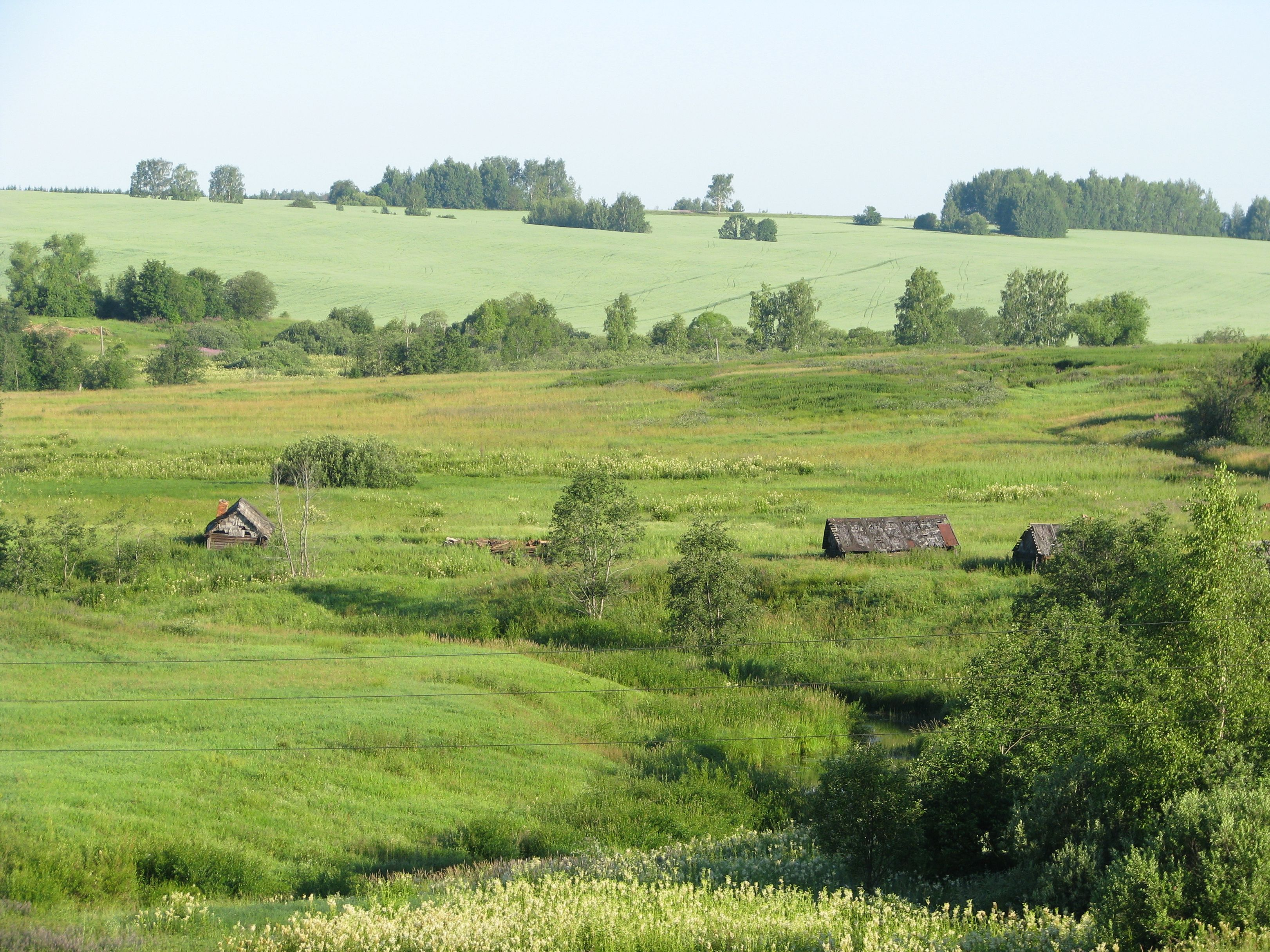
Champs près de Koltchouguino.

### Subdivisions, relief, géologie
Traditionnellement, l'Opolié se divise en trois parties. Une première de distingue au nord-est, autour de Iouriev-Polski et Souzdal (nommée Iourievsko-Souzdal), une deuxième se trouve dans le sud-ouest, autour de Starovo et Vladimir (nommée Starovski), et une troisième (nommée Beredeneïevski) autour du village de Berendeïevo.
Au Crétacé, la région était recouverte d'une mer peu profonde, ce qui permet aujourd'hui de retrouver dans la zone des fossiles d'anciennes espèces marines.

#### Région de Iouriev-Souzdal

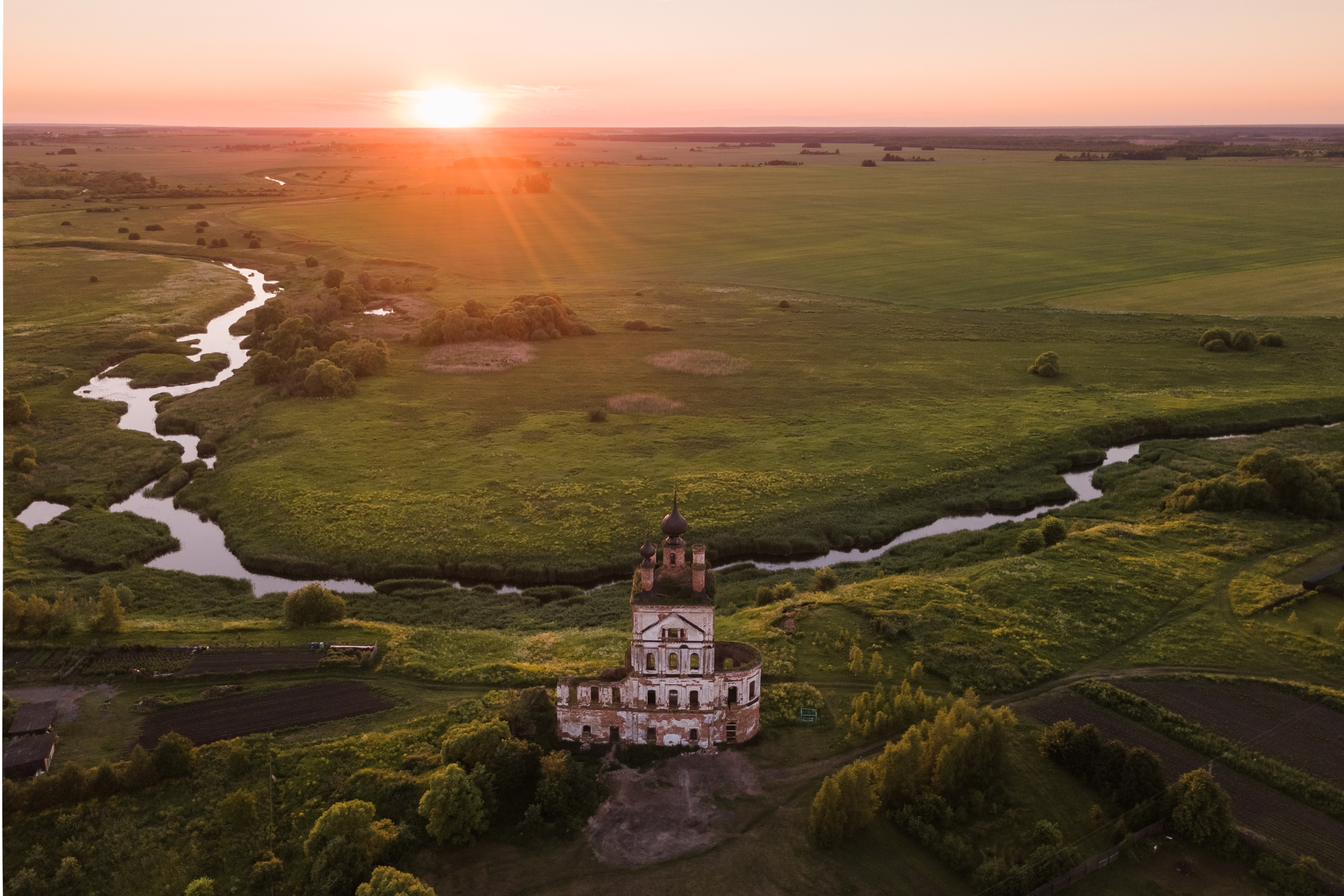
Vue de Ves dans le raïon de Souzdal.

La région de Iouriev-Souzdal occupe les parties est, nord-est et nord de l'Opolié. Elle inclut la majeure partie du raïon de Iouriev-Polski (sauf les parties de l'extrême-nord, de l'ouest et du sud), le raïon de Gavrilov-Possad, ainsi que la partie centrale du raïon de Souzdal. La limite dans le raïon de Souzdal est la rivière Nerl, avec sur la rive orientale la Polésie de Vladimir, autre région naturelle. La région de Iouriev-Souzdal a des altitudes comprises entre 150 et 250 mètres, et la zone est le territoire de référence de l'Opolié, avec les caractéristiques les plus prononcées. Les sommets ont été aplatis par les anciennes glaciations, donnant cet aspect de plat.  
Autrefois recouvertes de forêts de feuillus (avec des forêts d'aulnes noirs et des forêts de pins) et de zones humides avec des prairies marécageuses et tourbières, la région a été défrichée par l'homme pour la transformer en zone agricole. Les deux grands bassins qui étaient auparavant marécageux sont ceux de Nenachevskoïe et de Gorodichtché, les deux dans le nord de Iouriev-Polski. Dans la zone de Gavrilov Possad et de Souzdal, la région est plate, avec parfois des petits terrains endoréiques, non drainés par des rivières. C'est aussi dans cette zone que se trouve la seule vallée, celle de la rivière Kamenka qui creuse légèrement son lit. Il y a des dépressions avec des sols semi-marécageux et marécageux dans le raïon de Gavrilov Possad et l'extrême nord du raïon de Iouriev-Polski, comme vers Ivorovo. 
La région est recouverte de vestiges de moraines des glaciations quaternaires, avec de nombreux reliefs érodés. La majeure partie des sols est ici des alfisols (en), avec aussi des terres noires (en russe tchernozioms), qui sont moins dominants que dans les autres régions de l'Opolié, souvent divisés dans différents endroits. Les alfisols sont très présents dans le bassin de la Nerl et de la Pokoliaïka, vers le village de Borissovskoïe. En termes de flore, il n'y a que très peu d'arbres non plantés par l'homme et très peu de forêts, la région étant en grande partie labourée. Il y a des épicéas, tous plantés par l'homme, et en naturel des chênes, avec aussi des trembles et des bouleaux sur les collines. Presque toutes les forêts de cette région sont concentrées dans la zone élevée sur la crête limitant les bassins versants de la Nerl et de Kolokcha (ru). Ainsi au sud du village de Nebyloïe, il y a la forêt d'Andreïevo, à Lednevo, la forêt près de Loutchinskoïe ou encore une forêt au nord du village de Goriaïnovo. Près des rivières de la zone de Gavrilov Possad et de Souzdal (Kamenka, Nerl), il y a de la végétation humide, avec des carex, sols et roseaux.

#### Région de Stavrovo
La région de Stavrovo occupe tout le sud-ouest de l'Opolié. Elle comprend le tiers nord du raïon de Sobinka (autour du village de Stavrovo), elle s'étend au sud de Souzdal et de Iouriev-Polski et atteint Koltchouguino à l'ouest et Vladimir à l'est. Concernant l'hydrographie, elle occupe la partie inférieure du bassin de la Kolokcha (ru), la rive supérieure et gauche du bassin de la Vorcha, ainsi que la partie inférieure du bassin de la Rpen (ru). Les rivières coulent vers le sud, en direction de la Kliazma.
Le paysage est moins caractéristique de l'Opolié, en étant une transition entre la prairie et la forêt. La couverture forestière est élevée, avec des forêts de bouleaux le long des vallées, et dans les forêts sur les collines des épicéas et d'autres feuillus. Près du village de Stavrovo, il a un nombre important d'épicéas. Vers les villages de Bavleny et de Chekhovo, il y a des anciennes moraines qui étaient assez petites. Dans les environs du village de Kichleïevo, il y a des forêts de bouleaux et moins souvent de chênes. Au nord de Vladimir, dans le bassin de la Rpen, il y a des collines couvertes de pins, de trembles et de tilleuls. En termes de relief, la surface de la plaine varie de 180 à 230 mètres. Les vallées fluviales sont des anciens creux d'écoulement d'eau glaciaire, avec des lits étroits et profonds dans les roches. Par endroits, il y a des réseaux de petites vallées très ramifiés. Les sols sont moins fertiles que dans l'Opolié, avec des sols gazeux-podzoliques (ru), et sur les pentes des zones argileuses. Dans la zone du village de Stavrovo même, les sols sont assez fertiles, avec des alfisols. Les sols dans les environs de Vladimir sont des alfisols et des sols gazeux-podzoliques. Il y a très peu de sols lessivés dans la zone de Vladimir.

#### Région de Berendeïevo

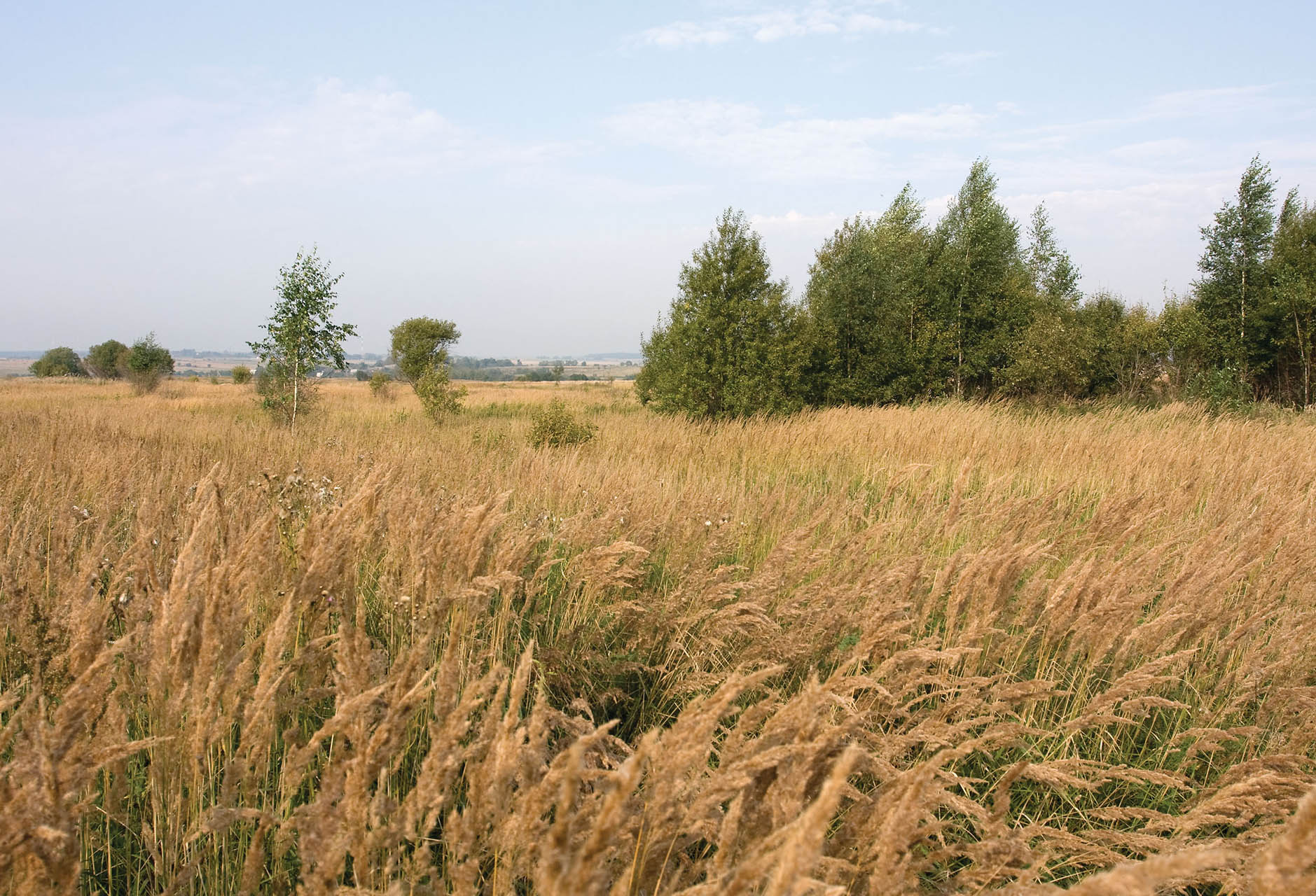
Champ près de Novossiolka.

La région de Berendeïevo est nommée d'après le village éponyme dans le raïon de Pereslavl-Zalesski. Elle englobe ce raïon-ci, le raïon d'Aleksandrovo, l'ouest de Iouriev-Polski, et le nord du raïon de Koltchouguino. Elle englobe les parties les plus élevées du bassin versant de la Kliazma et de la Nerl. Les hauteurs varient principalement de 200 à 230 mètres. La région est diverses tant en sol qu'en relief, à cause de son histoire géologique. Ce fut la région de l'Opolié la plus impactée par l'Avant-dernière période glaciaire (en) (dite « glaciation de Moscou » en Russie). Le territoire est soit une plaine de moraines soit des crêtes de moraines. Elle est assez vallonnée. Vers Berezniki, village du raïon de Iouriev-Polski, le relief est un plateau mal drainé, qui sert de sources aux rivières Kolokcha (ru) et Selekcha (ru). Près du village de Gorki Pereslavskié, le relief contient de nombreux bassins vallonnés, et les dépressions entre les collines sont souvent endoréiques et marécageuses dans cette même zone.
La couverture forestière de cette partie est d'environ 30 %, plus que dans les autres régions de l'Opolié. L'épicéa l'arbre dominant de la région. Dans la zone de Berenziki, il y a peu de zones cultivées, les forêts recouvrant l'essentiel de la zone. Toujours dans cette même zone, il y a de nombreux sols tourbeux ou semi-tourbeaux, avec aussi des alfisols et gazeux-podzoliques. Dans le nord du raïon de Koltchouguino, la composition des sols est proche de la région de Iouriev-Souzdal. Dans la zone de Gorki Pereslavskié, il y a peu d'arbre vers l'est du village mais un couvert plus important vers l'ouest, couvert principalement situés aux sommets des collines.

### Climat
Le climat est fortement continental, plus qu'à Vladimir. Pendant la période estivale, les températures sont relativement élevées tandis que les précipitations sont moindres, avec des vents secs fréquents.

## Histoire
Depuis l'Antiquité les terres noires de l'Opolié sont cultivées, avec du seigle, de l'avoine, du lin, du sarrasin, de l'orge et des pois. De cette période antique a été retrouvé de nombreux vestiges, parfois bien conservés, de la culture de Diakovo, des peuples Mériens puis des premiers slaves de la région.
Les premières populations slaves arrivent au début du Moyen Âge lors de la colonisation slave du nord-est de la Russie.

## Économie
L'Opolié de Pereslavl, soit dans les alentours de Pereslavl-Zalesski, a été comparé aux tchernozioms ukrainiennes,  grâce à leurs rendements exceptionnels. Aujourd'hui, bien qu'elle compte pour seulement 10 % de la superficie de l'oblast de Vladimir, elle produit environ 70 % de toute sa production agricole. 